# Цаво (річка)
Цаво (англ. Tsavo River) — річка на півдні Кенії, в Прибережній провінції . Права притока річки Галана (басейн Індійського океану).
Бере початок біля східного підніжжя кратера Кібо вулкана Кіліманджаро, в провінції Рифт-Валлі на кордоні з Танзанією. Тече на схід. Біля південного краю плато Ятта (англ. Yatta Plateau) впадає в річку Аті, яка повертає на схід і називається Галана.
У басейнах річок Галана і Цаво розташовані національні парки Східний Цаво і Західний Цаво, засновані в 1948 році .
У березні 1898 року розпочалося будівництво постійного моста через річку Цаво на ділянці Угандійської залізниці. Будівництвом керував полковник Джон Паттерсон. Понад дев'ять місяців, з березня по грудень, працівники піддавалися нападам двох левів-людожерів. За цей час леви убили 137 робітників і британських військовослужбовців. Лариса ДеСантіс (англ. Larisa DeSantis) з університету Вандербільта у Нашвіллі та Брюс Паттерсон (англ. Bruce Patterson) з Музею природної історії ім. Філда в Чикаго вважають, що леви полювали на людей, тому що це була легка здобич.